# Tiger Zinda Hai
Série YRF Spy Universe
Ek Tha Tiger
(2012) War
(2019)
Série Tiger
Ek Tha Tiger
(2012) Tiger 3
(2023)
Pour plus de détails, voir Fiche technique et Distribution.
Tiger Zinda Hai est un film indien réalisé par Ali Abbas Zafar, sorti en 2017. C'est la suite du film Ek Tha Tiger.
C'est le deuxième film de la franchise YRF Spy Universe produite par Yash Raj Films qui met en scène des espions indiens de l'agence RAW.

## Fiche technique
- Titre français : Tiger Zinda Hai
- Réalisation : Ali Abbas Zafar
- Scénario : Ali Abbas Zafar et Neelesh Misra
- Montage : Rameshwar S. Bhagat
- Musique : Julius Packiam
- Production : Aditya Chopra
- Société de production : Yash Raj Films
- Pays d'origine : Inde
- Format : Couleurs - 35 mm - 2,35:1 - Dolby Digital
- Genre : action, aventure, thriller
- Langue : hindi
- Durée : 161 minutes
- Date de sortie :
  -  Inde,  France : 22 décembre 2017

## Distribution
- Salman Khan : Tiger / Avinash Singh Rathore
- Katrina Kaif : Zoya
- Sajjad Delafrooz : Abu Usman
- Angad Bedi : Namit
- Paresh Rawal : Theuban / Firdaus
- Paresh Pahuja : Azaan Akbar
- Kumud Mishra : Rakesh
- Gavie Chahal : le capitaine Abrar
- Danish Bhatt : le capitaine Javed
- Anupriya Goenka : Poorna
- Girish Karnad : Shenoy
- Anant Vidhaat Sharma : Karan
- Neha Hinge : Nafisa